# دائرة بنسليمان
دائرة بنسليمان هي إحدى دوائر إقليم بنسليمان، التابع لجهة الدار البيضاء سطات، المملكة المغربية. تضم الدائرة 10 جماعات قروية، وبلغ عدد سكانها 92717 فرداً سنة 2004 حسب الإحصاء الرسمي للسكان والسكنى. يتبع للدائرة 26 مشيخة و134 دوار.

## التقسيمات الإداريّة
تعتبر دائرة بنسليمان إحدى الدوائر المشكّلة لإقليم بنسليمان، وهو التقسيم الإداري من المستوى الرابع المعتمد في المغرب. ينقسم إقليم بنسليمان إلى 14 جماعات قروية تختلف من حيث السكان والمساحة، والتي بدورها تنقسم إلى مشيخات تضم عدداً من الدواوير.